# Tuinstad Staaken

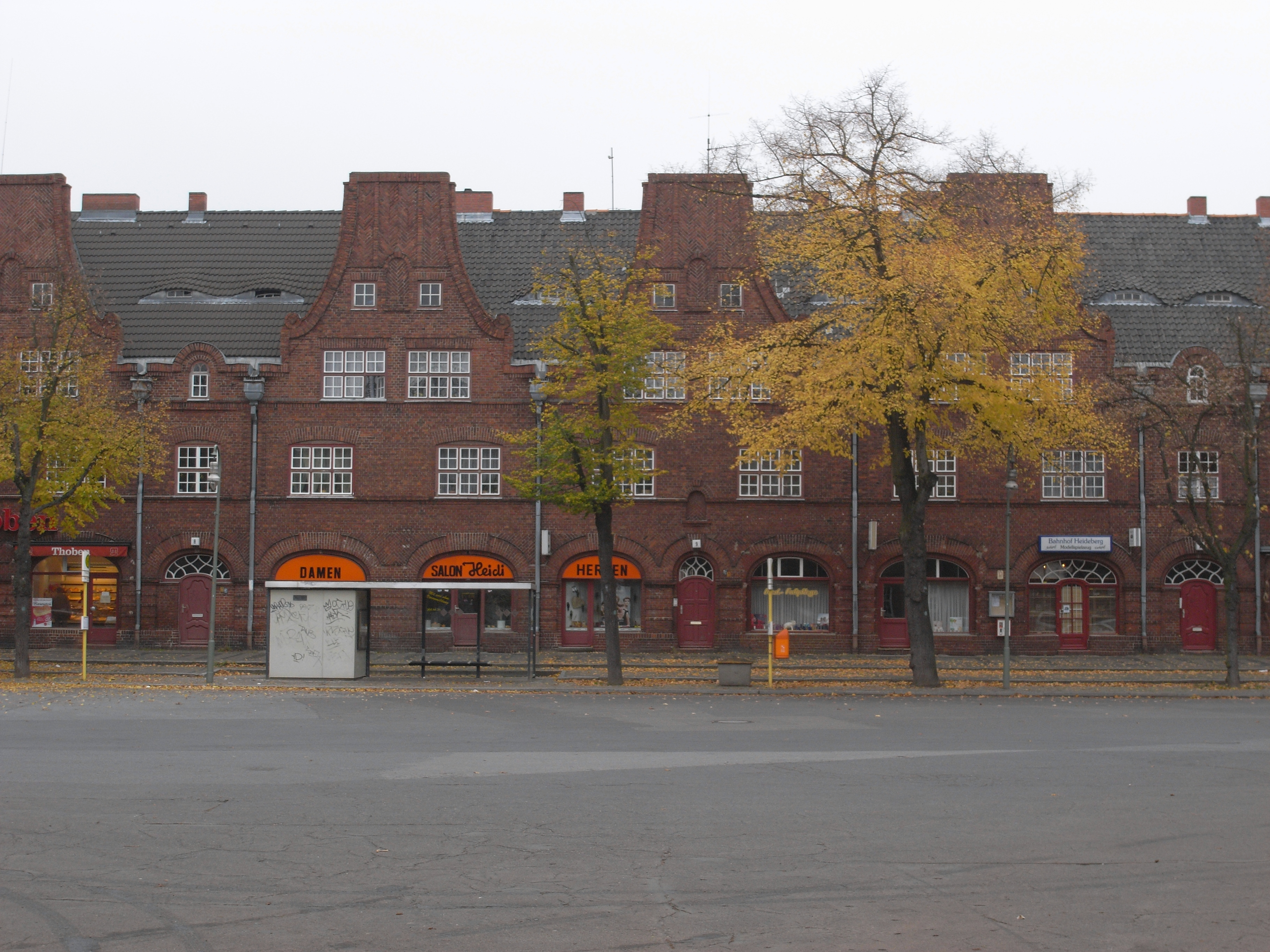
Winkelgebouw aan het Marktplein

De Tuinstad Staaken (Duits: Gartenstadt Staaken) is een wijk in het Berlijnse stadsdeel Spandau, die tussen 1914 en 1917 naar ontwerp van de Duitse architect Paul Schmitthenner in de buurt van het toenmalige dorp Staaken werd aangelegd. Vanwege de aanleg van de straten en pleinen, het intelligent omspringen met de woningtypes en varianten, en ten slotte vanwege haar invloed als voorbeeld voor de Berlijnse wijknederzettingen in de jaren twintig geldt zij als een van de meest belangrijke stedenbouwkundige prestaties uit het begin van de 20ste eeuw. De tuinstad Staaken, die voor 5000 inwoners was bestemd, bestaat uit 1000 woningen en een groot aantal publieke gebouwen. In tegenstelling tot de meeste andere projecten van deze omvang en soort werd zij binnen een termijn van vier jaar bijna geheel gerealiseerd naar het oorspronkelijke ontwerp.

## Planning

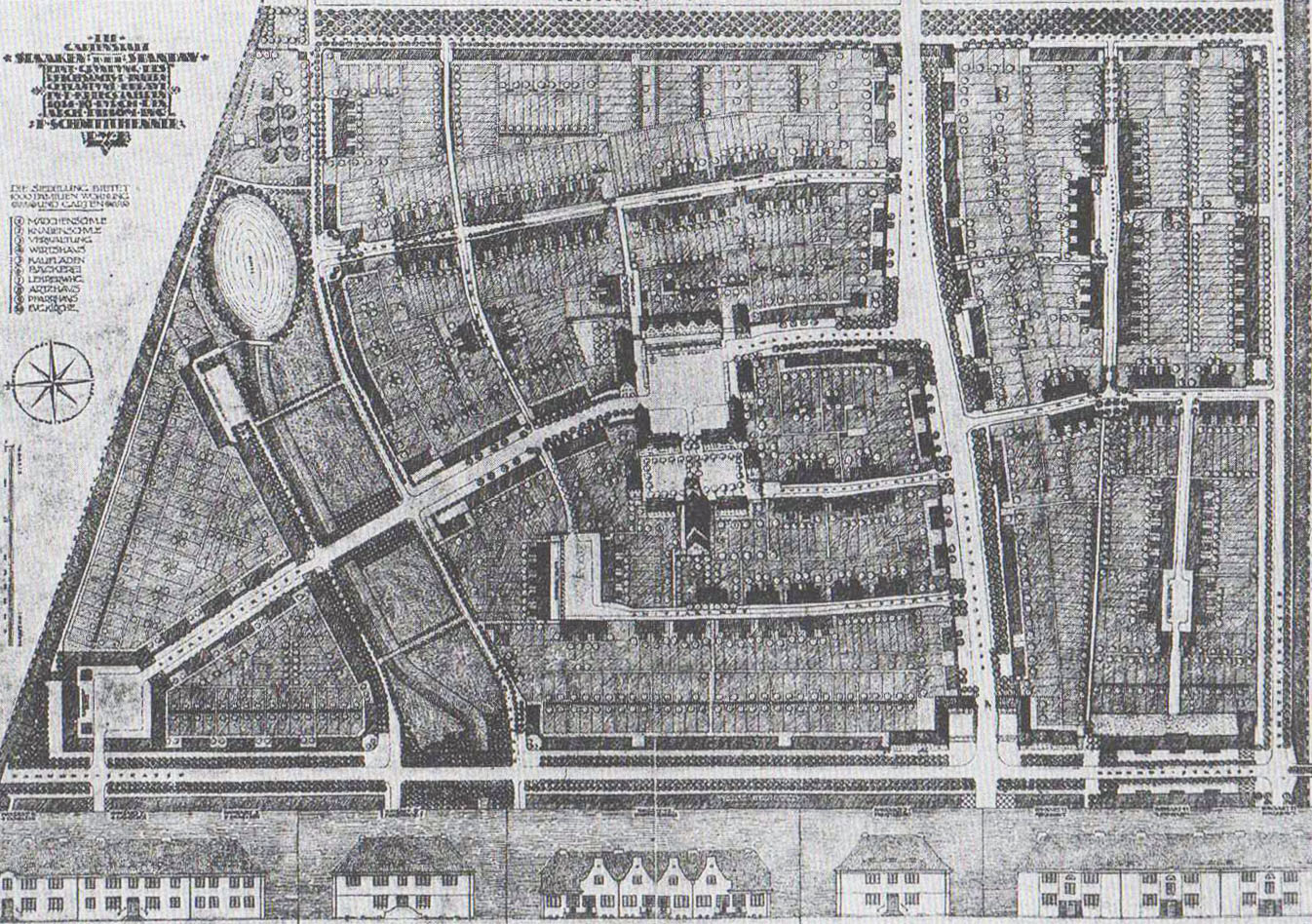
Stedebouwkundige plan, 1917

De opdrachtgever van de tuinstad Staaken was het Reichsamt des Inneren (het Ministerie van Binnenlandse Zaken). Het wilde met dit plan de woningbouw van de arbeiders in Duitsland op voorbeeldige wijze hervormen. Als toekomstige bewoners werd gedacht aan de werknemers van de staatswapenindustrieën in Spandau. Deze waren traditioneel slecht gehuisvest en men wilde met een oplossing komen. Het Reichsamt kocht allereerst een 35 hectare groot grondstuk op vier kilometer ten westen van het industriegebied. Vervolgens werd door het ministerie een coöperatie in het leven geroepen. Zij bestond, anders dan elders wordt vermeld, vanaf het begin uit eenvoudige arbeiders, die uit de meest verschillende beroepstakken stamden. De pas 29-jarige Paul Schmitthenner werd tot architect benoemd. Hij moest bij het ontwerpen van de tuinstad in het bijzonder op het in bedwang houden van de bouwkosten letten. Daarom werden de volgende maatregelen genomen: één architect werd verantwoordelijk voor alle ontwerpen, het aantal woningtypes werd tot maar vijf beperkt, de bouwdelen werden gestandaardiseerd, en het werk van de verschillende bouwfirma's moest in grote eenheden tot stand komen. Bovendien werd de uitvoering van het gehele bouwproject in de hand van één bouwbureau gelegd, met één leiding. Op deze wijze, zo nam het tijdschrift Bauwelt in 1915 aan, kon een derde op de gebruikelijke bouwkosten worden bespaard.

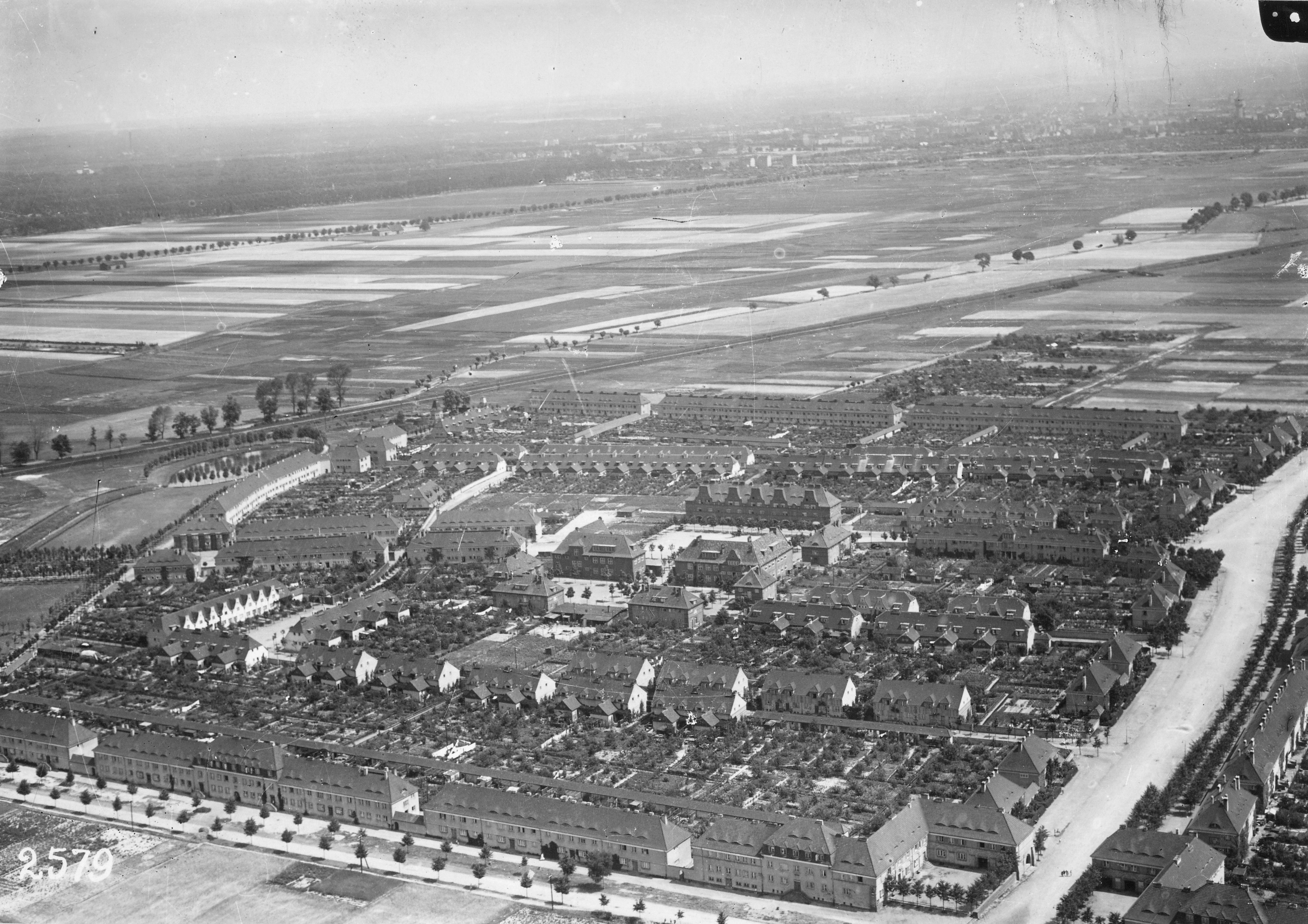
Luchtbeeld, 1920

In de periode tussen 1914 tot 1917 werden in totaal 793 wooneenheden opgeleverd. Ook moesten in de wijk openbare gebouwen, zoals twee winkels, twee scholen, een gasthuis, een kerk een pastorie, een grote zaal, een spuithuis en een bakkerij worden gebouwd. Onder het bewind van Schmitthenner werden de meeste van deze gebouwen ook verwerkelijkt. Slechts enkele woonhuizen ten noorden van de groengordel, de kerk, het gasthuis en de bakkerij werden niet gebouwd; een kerk kwam er in 1922 alsnog.
Bij de bouwontwikkeling van de tuinstad Staaken kan van drie duidelijk van elkaar verschillende bouwfasen worden gesproken. Deze fasen gingen gepaard met een geleidelijke vereenvoudiging van de architectonische vormentaal. Op deze wijze spiegelt de wijk ook de toenemende verarming van het Duitse Rijk gedurende de Eerste Wereldoorlog. Door de mobilisering kwamen nationaal gezien de bouwactiviteiten over het algemeen tot stilstand omdat er geen bouwarbeiders meer te vinden waren. Het bouwproject van de tuinstad Staaken vormt echter een uitzondering omdat deze wijk bewoond moest worden met werkers uit de wapenindustrie. Eind 1916 waren de gevolgen van de oorlog ook merkbaar in de tuinstad Staaken. De bezigheden van Paul Schmitthenner met deze wijk kwamen tot een einde toen hijzelf in 1917 voor militaire dienst werd opgeroepen. Zijn werk werd door de (neutrale) Zwitserse architect Otto Brechbühl overgenomen en tot een goed einde gebracht.
Als gevolg van zijn successen op het gebied van de woningbouw werd Schmitthenner in 1918 tot hoogleraar in de constructieleer van de architectuur aan de Technische Hogeschool Stuttgart benoemd. Op zijn palmares stonden behalve de tuinstad Staaken ook andere woningbouwprojecten, zoals de tuinsteden Plaue bij Brandenburg (1915-1917) en Forstfeld bij Kassel (1915-1916).

## Woningtypes en -groepen

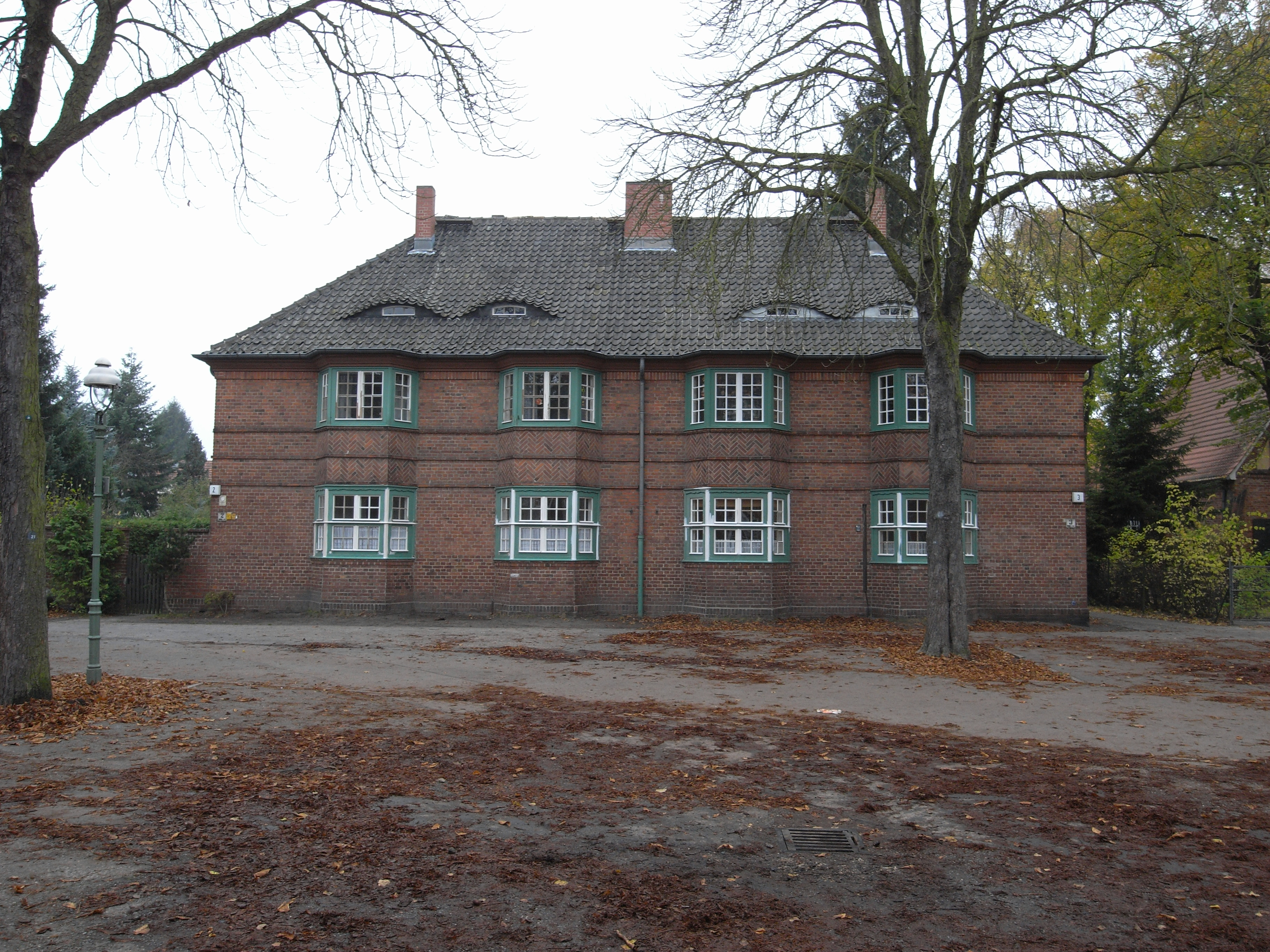
Meergezinshuisgroep aan het Kerkplein

Bij zijn stedenbouwkundig ontwerp van de tuinstad hield Paul Schmitthenner rekening met de landschappelijke en stedenbouwkundige inpassing en ontwikkelde een helder en toch complex systeem van straten, stegen en pleinen. Het belangrijkste kenmerk van het ontwerp is echter een soort bouwdoos, waarmee de afzonderlijke woonhuizen met gebruikmaking van vijf woningtypes tot woninggroepen kunnen worden samengesteld. Dit systeem werd gecomplementeerd door een bepaald aantal gevelvarianten en een groter aantal gestandaardiseerde bouwelementen, zoals ramen, deuren, etc. Voor de buitenruimte werd deze bouwdoos door verschillende vrije trappen aangevuld, die op dezelfde wijze als bij de woningtypes uit een combinatie van trappen, trapleuningen en trapliggers bestond. Voorts werd de buitenruimte door een veelgelaagd systeem van stallen, muren en hekken en heggen verder gestructureerd. Door het gebruik van veranderende combinaties van deze elementen kon steeds een verschillende architectonische gemoedsstemming worden opgeroepen. Bovendien kon elk huis toch een individuele uitstraling krijgen. De innerlijke opdeling van het interieur van de woningtypes was echter bovenal het resultaat van pragmatische uitgangspunten. De openbare gebouwen werden niet volgens het beschreven bouwdoossysteem ontworpen, maar werden door het zichtbaar laten van het muurwerk, een rijkere vormgeving van de afzonderlijke delen en een individuele vormgeving, extra benadrukt (marktplein, kerkplein).

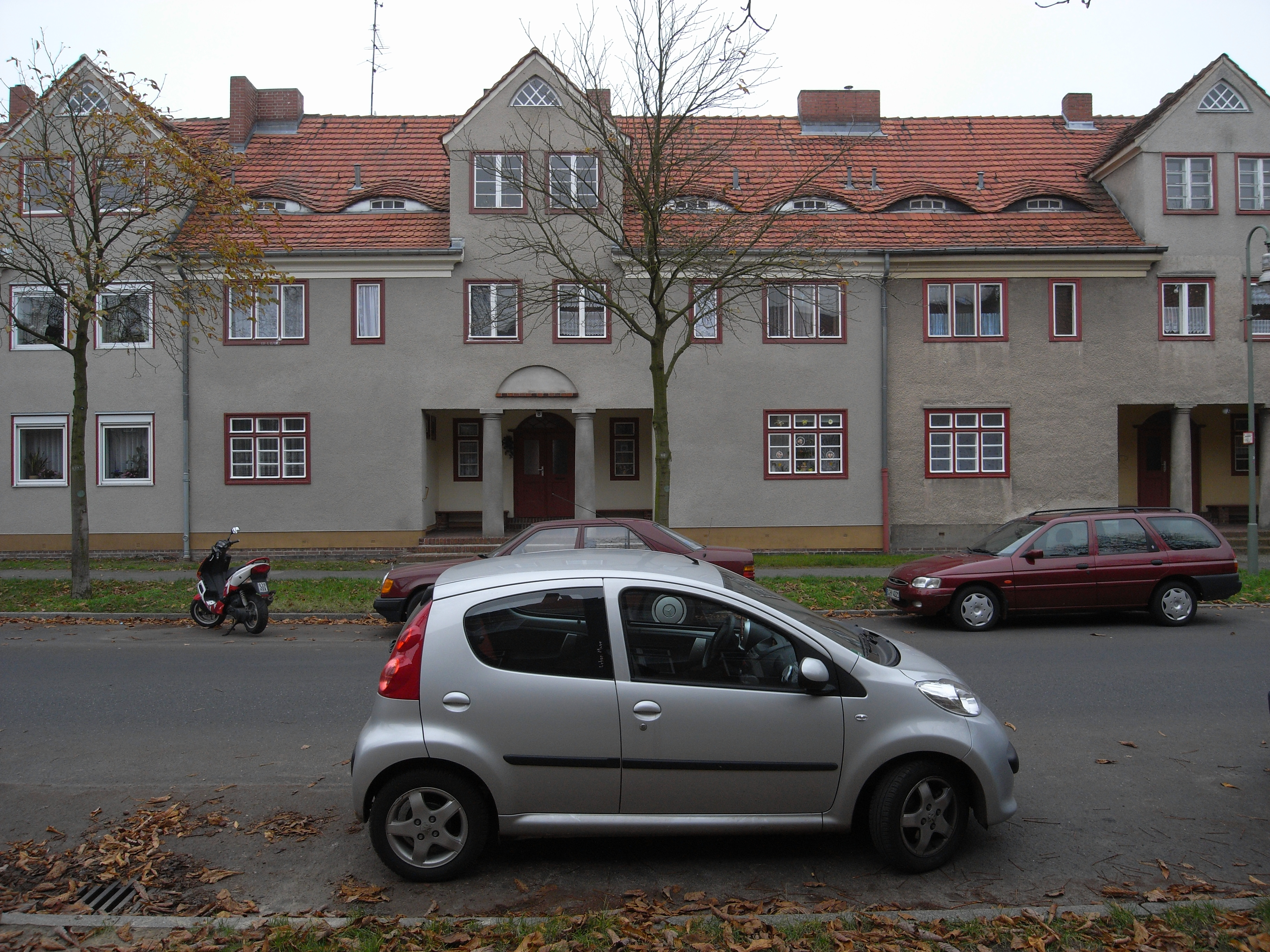
Meergezinshuisgroep Am Heideberg

De plattegrondtypen 1 tot 3 zijn tamelijk vergelijkbaar. Het betreft woningen voor vier families met steeds een van de straat naar het hof aan de achterzijde lopende brede gang met aan beide kanten een woning. De twee grotere woningtypes 2 en 3 hebben een ingangsloggia bij de middenas. Het woningtype 4 behelst een eenfamiliewoning en woningtype 5 een tweefamiliehuis. Dit laatstgenoemde woningtype dient als afsluiting voor de meerfamilie-woninggroepen en is de enige met een ingang aan de zijkant. De gevels van de door het beschreven bouwdoossysteem gemaakte woning zijn gestukt. De woninggroepen kunnen een lichte buiging vertonen of kunnen enigszins verspringen. Met betrekking tot de woninggroepen is soms gebruikgemaakt van een spiegeling van de assen, maar dit is nooit met enige strengheid toegepast. In het beschreven bouwdoossysteem is afgezien van hoekwoningtypes. Daarvoor in de plaats zijn de hoeken door muren aan het stedenbouwkundig plan aangepast.
De plattegronden en gevels zijn harmonisch geproportioneerd. Zo wordt bij de gevels van de woningtypes de verhouding tussen breedte en hoogte regelmatig geleidelijk aangepast. Zij zijn steeds door de diagonaal bepaald. De gevels zelf tonen een relatief sobere vormgeving. Er wordt door de architect in het geheel geen gebruik gemaakt van ornamentele versiering.
In de eerste bouwfase van 1914/1915 kon het op deze elementen berustende bouwdoossysteem van Paul Schmitthenner volledig worden ontplooid en gebruikt. Het in deze fase gebouwde deel vormt de kern van de wijk en beslaat de grond van de Marktplatz tot de Delbrückstraße en dat van de Langen Weg tot de straat Beim Pfarrhof. Op de overgang kan ook een duidelijk onderscheid in de vormentaal van de verschillende delen van de wijk worden waargenomen. Een van deze delen ligt aan de straat Zwischen den Giebeln, waarvan reeds de naam als een architectuurprogramma kan gelden.
Paul Schmitthenner heeft zich ook met de inrichting en de meubels van de woningen van de tuinstad Staaken bemoeid. Een modelwoning werd speciaal als voorbeeld voor de toekomstige bewoners ingericht. De beginselen van Paul Schmitthenner voor de vormgeving van het interieur waren eenvoudigheid en duidelijkheid van vorm, een hoge mate van combinaties toestaand, functioneel, solide, voordelig, en huismeubelen van goede verhoudingen. Het werk van de Dresdener Werkstätten werd als voorbeeld beschouwd. Het principe van Schmitthenner was: 'Alles moet netjes en waarachtig zijn. Niet meer pretenderen dan het is. Ook wat betreft mensen geeft dat een slechte indruk en het is onfatsoenlijk'. Dienovereenkomstig beriep de architect zich op het verleden en zei tegen zijn publiek: 'Kijk toch naar de woningen van Schiller en het tuinhuis van Goethe in Weimar! Daar kunnen we grote eenvoud en hoogste cultuur vinden.'

## Oude en contemporaine voorbeelden

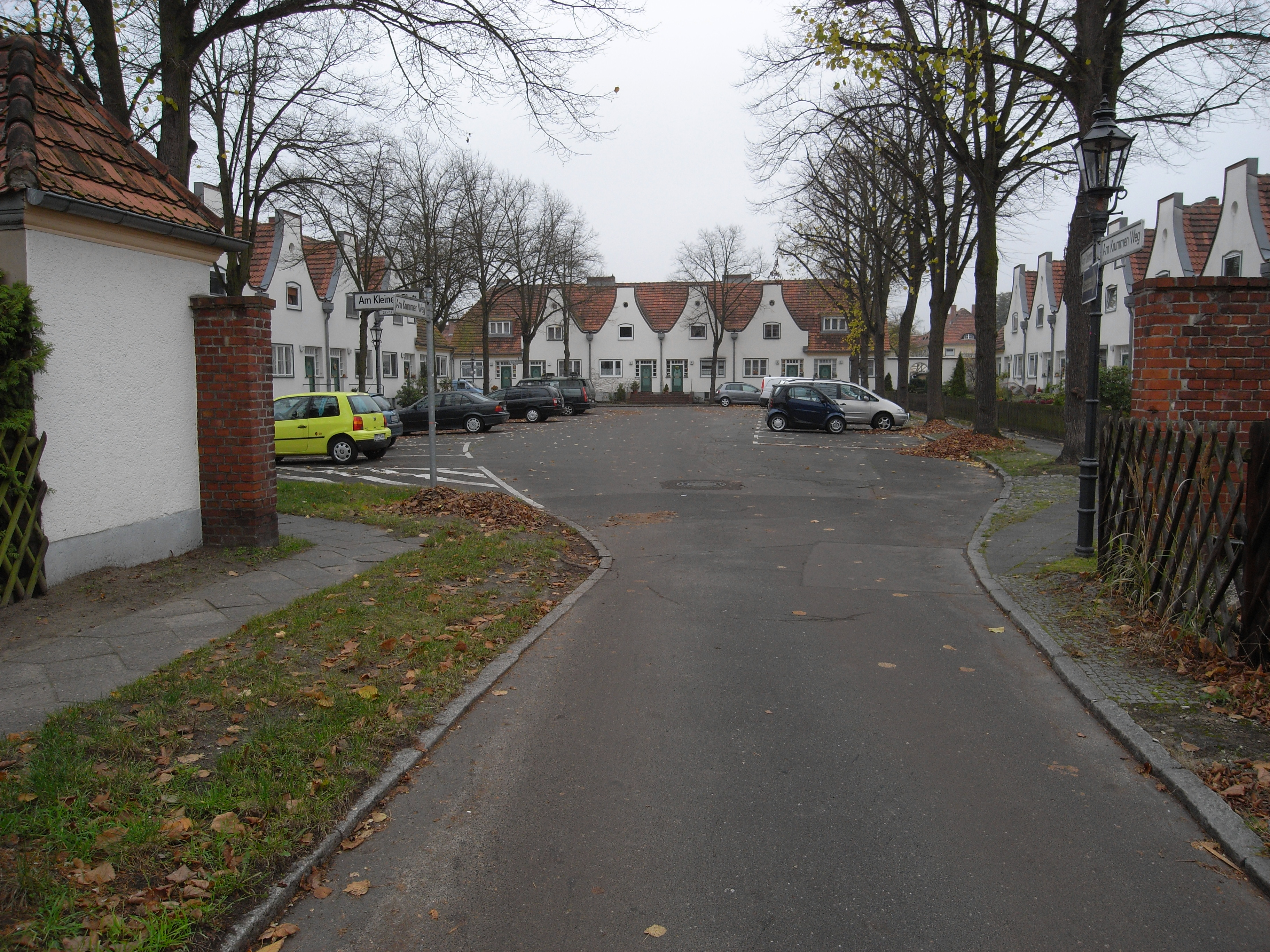
Eengezinshuisgroep Am Kleinen Platz

Door het bestuderen van de woningbouw uit de tijd van de barok en het classicisme kwam Paul Schmitthenner op het ontwerpen met bouwtypes. Zo'n benadering kunnen we bij vele progressieve architecten uit zijn tijd vinden. De toepassing van de materialen stuc en baksteen in de tuinstad Staaken ging terug op een lokale bouwtraditie: stucpleister voor de woningbouw en baksteen voor de gemeentelijke en religieuze gebouwen. Wat betreft de architectuur van de tuinstad zijn er echter ook verwijzingen naar het nabijgelegen Potsdam te vinden, en wel in het bijzonder naar het Holländische Viertel, de Hollandse wijk (1732-1742). Over het algemeen vertonen de appartementen burgerlijk-classicistische en de eengezinswoningen regionale, rurale en proletarische kenmerken. Het stedenbouwkundig ontwerp is sterk onder de invloed van het gedachtegoed van Camillo Sitte ontstaan.
Voor zijn ontwerp van de tuinstad uit november 1913 kon Paul Schmitthenner zich ook laten inspireren door voorbeeldige oplossingen van tijdgenoten. Door de lezingen en de publicaties van Hermann Muthesius waren de Duitse architecten geheel vertrouwd geraakt met vooruitstrevende Engelse voorbeelden. Duitse voorbeelden daarentegen waren: de tuinstad Hellerau, die in 1909 door Richard Riemerschmid was ontworpen, de kolonie Gmindersdorf van Theodor Fischer uit 1903 en de wijk Margarethenhöhe, die Georg Metzendorf in 1909 had getekend. Aan het ontwerpen van de tuinstad Hellerau had Schmitthenner overigens zelf meegewerkt.

## Beoordeling

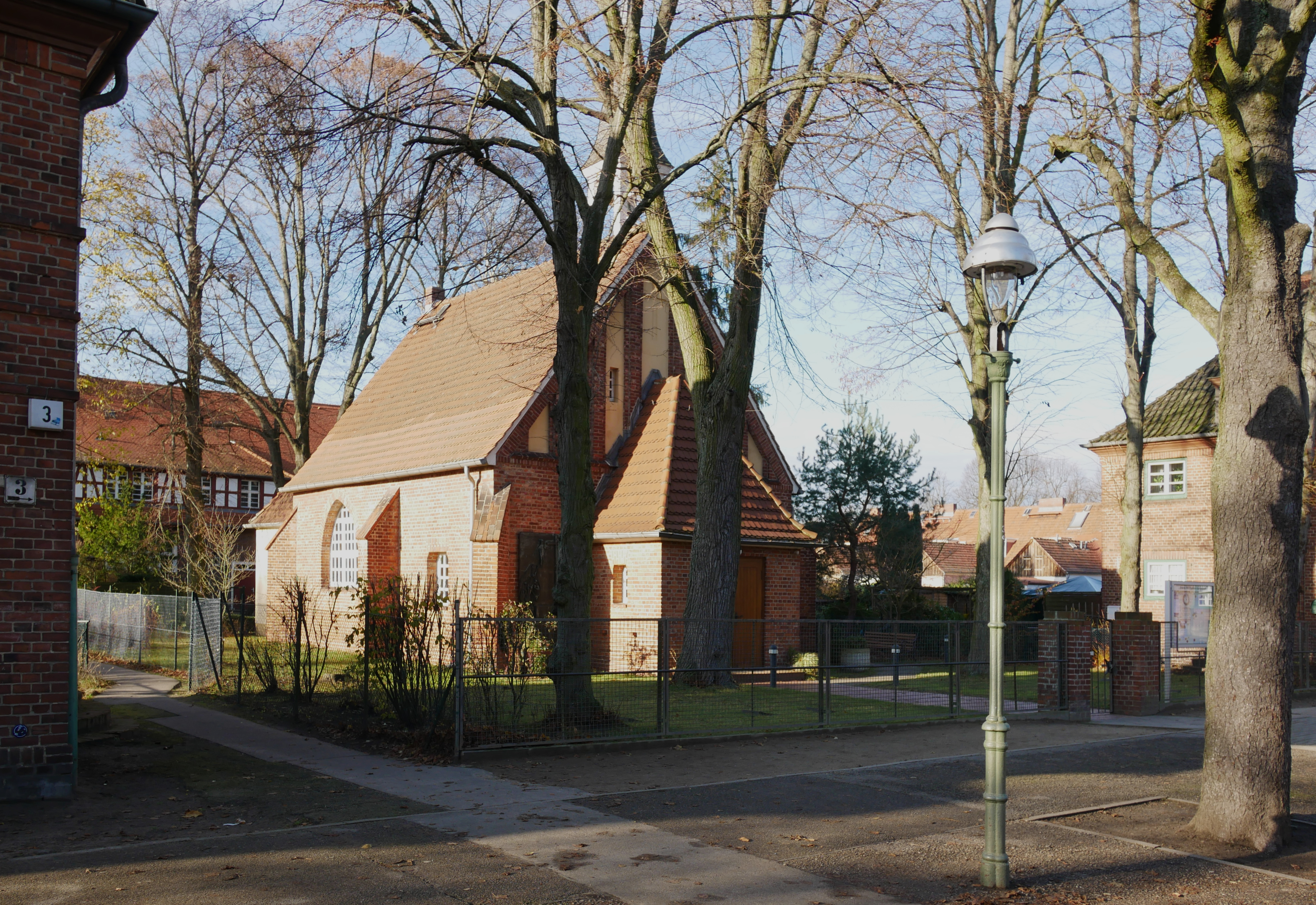
Kerk van 1922, in de achtergrond de pastorie (1927),
Architect: Curt Steinberg

Door de grote financiële ondersteuning door de Staat tijdens de oorlogsperiode en door het vastleggen van de gemaakte ervaringen in normen en regels werd de tuinstad Staaken vooral in de eerste helft van de jaren twintig algemeen beschouwd als een goed voorbeeld van door de staat of andere publieke instelling gesteunde sociale woningbouw.
Tijdgenoten zagen en begrepen nog de wijze waarop werd teruggegrepen op oude voorbeelden. Zo herkende Fritz Stahl in 1917 de 'zekere beweeglijkheid en warmte, zoals de oude vanzelf ontstane nederzettingen op het land hadden, die hier bereikt werd, niet door het kunstmatig middel van het na-apen van hun werking, maar alleen door de kunstzinnige bewerken van de uit de noodzakelijkheid afgeleide vormen.' Dit veranderde later. Architectuurcriticus Julius Posener kwam in 1979 tot het eindoordeel: 'de illusie van een middeleeuwse kleine stad is volledig gelukt'. Maar hij sprak tegelijkertijd van 'klitzekleinen Puppenstubenhäuschen (piepkleine poppenhuisgebouwtjes)'.

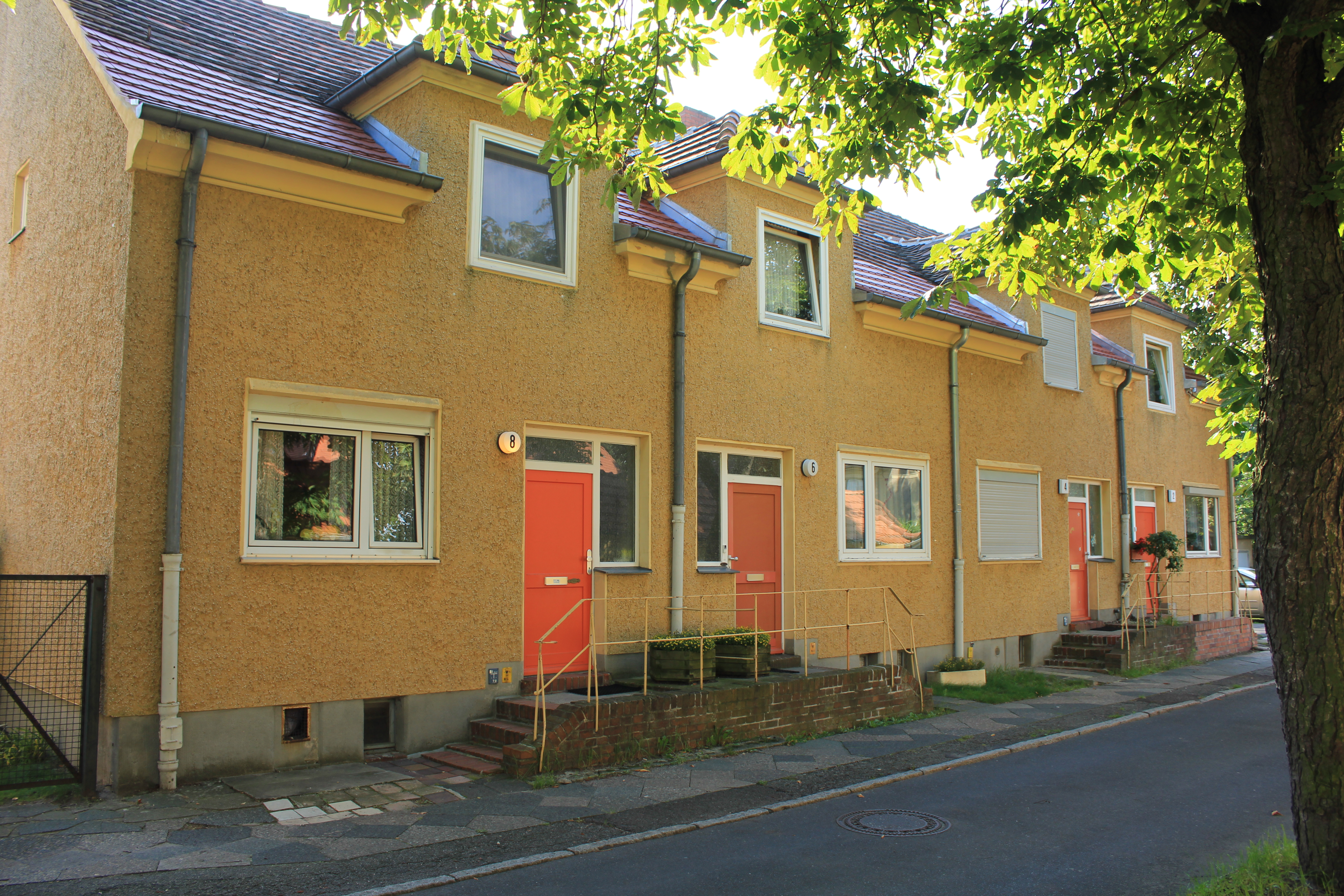
Straat Beim Pfarrhof, Renovatie van de gevels met duidelijk verlies van de oorspronkelijke kwaliteit, kort voor de bescherming als monument 1986

De bewering van Posener valt te begrijpen als we rekening houden met zijn pioniersrol bij het onderzoeken van de hervormingsarchitectuur in de 20ste eeuw. De wetenschappelijke studies over deze periode uit de laatste jaren, over persoon en werk van Paul Schmitthenner, en, last but not least, over de tuinstad Staaken, leggen op eenduidige wijze echter het toenmalige avantgardistisch karakter van deze wijk bloot.
De expliciete verbinding van de bouwvormen van de tuinstad Staaken en de nationaalsocialistische architectuur - zoals die door Brendgens en König werd gelegd - moet zeker na het baanbrekend onderzoek van Barbara Miller-Lane uit 1968 over de bouwkunst van het nationaalsocialisme naar het rijk der fabelen worden verwezen, zeker in samenhang met hun ruwe en inconsistente theorieën.
Concluderend kan worden beweerd dat de compromisloze identificatie van Paul Schmitthenner met de bouwopgave tijdens het ontwerpen van de tuinstad Staaken tot een voorbeeldige oplossing van de fysieke en emotionele behoeften van de bewoners heeft geleid. In vergelijking met andere contemporaine wijken kan de tuinstad Staaken als een van de meest vooruitstrevende worden gezien. Door de enorme invloed op de vormgeving van de bekende wijken van de Berlijnse moderne architecten kan de betekenis van deze tuinstad nauwelijks worden overschat. Deze betekenis heeft ertoe geleid dat zij in 1986 als historisch erfgoed werd erkend en onder de monumentenwet viel. De daaruit voortkomende bescherming strekt zich niet alleen uit op het binnen het bebouwingsplan van 1917 liggende terrein maar omvat ook de in het noordelijk gedeelte liggende uitbreidingen uit de jaren twintig. Zij betreft dus ook de door Carl Derleder ontworpen gebouwen, de pastorie en de in tegenstelling tot het oorspronkelijk plan beduidend kleiner naar een ontwerp van Curt Steinberg gebouwde kerk. Ook de inrichting van het groen door de tuinarchitect Ludwig Lesser heeft de status van historisch erfgoed.